# 少鰭海龍屬
少鰭海龍屬，為輻鰭魚綱棘背魚目海龍科的其中一屬。

## 下属物种
- 少鰭海龍（Apterygocampus epinnulatus）